# Heinrich-Ehrhardt-Gymnasium
Das Heinrich-Ehrhardt-Gymnasium ist ein Gymnasium in Zella-Mehlis.

## Geschichte und Architektur
1968 wurde am Standort des heutigen Gymnasiums die 4. Oberschule „Magnus Poser“ als Polytechnische Oberschule (POS) gegründet. Die POS führte in der DDR von der 1. bis zur 10. Klasse. Die Schule war nach dem kommunistischen Widerstandskämpfer Magnus Poser benannt. Für die POS „Magnus Poser“ wurde neben dem ursprünglichen Bau von 1968 ein Typenschulbau in den 1970er Jahren errichtet. Daher wurden die Gebäude mit Verbindungsgängen verbunden. 1976 wurde die Schule um einen Anbau und eine Turnhalle erweitert. Die Schule wurde in den 1970er und 1980er Jahren von etwa 650 bis 700 Schüler besucht, die Klassenstärke betrug bis zu 36 Schüler, was damals sehr viel war. Eine Besonderheit stellte dar, dass an dieser POS schon zu Zeiten der DDR Französischunterricht stattfand. 1991 wurde die POS geschlossen.
Das Gymnasium wurde 1991 gegründet, der Schulbetrieb wurde insofern weitergeführt. Es hieß bis 2001 Staatliches Gymnasium zu Zella-Mehlis. Die Namensgebung erfolgte nach dem 1840 in Zella St. Blasii geborenen Erfinder und Begründer der Automobilproduktion in Eisenach Heinrich Ehrhardt.
2014 unterzeichnete die Schule eine Kooperationsvereinbarung für finanzielle Bildung, Projekte und Kunst mit der Rhön-Rennsteig-Sparkasse.

## Pädagogische Angebote
Die Schule zeichnet sich durch sportliche Leistungen ihrer Schüler aus. Schüler und Schülerinnen der Schule gewannen im Januar 2020 den Landeswettbewerb Jugend trainiert für Olympia im Skilanglauf und qualifizierten sich dadurch zum vierten Mal in Folge für das Bundesfinale. Jährlich findet ein Skilager für Schüler und Schülerinnen der 7. Klassen statt.
Auch im Bereich der politischen Bildung ist die Schule aktiv. Auch hier gewannen mehrere Klassen den Wettbewerb „Demokratie gestalten – aber wie?“ Zudem wurden auf Grund von Nachforschungen von Schülerinnen des Gymnasiums das Schicksal einer jüdischen Familie aufgearbeitet und sowohl ein Gedenkstein sowie Stolpersteine zur Erinnerung verlegt.
Die Schule hatte eine Partnerschaft mit einer französischen Schule. Ein jährlicher Schüleraustausch fand bis 2019 statt.